# Yang Shuqing
Yang Shuqing (China, 30 de agosto de 1996) es una atleta china, especialista en la prueba de 50 km marcha, con la que ha logrado ser medallista de bronce mundial en 2017.

## Carrera deportiva
En el Mundial de Londres 2017 gana la medalla de plata en 50 km marcha, quedando por detrás de la portuguesa Inês Henriques y de su compatriota la también china Yin Hang (plata).